# Du Parc (acteur)
Pour les articles homonymes, voir Du Parc, René Berthelot (homonymie) et Berthelot.
René Berthelot, dit Du Parc, dit aussi Gros-René, est un comédien français né à Nantes le samedi 24 janvier 1615 et mort à Paris le mardi 28 octobre 1664.
Il fit partie de la troupe de Molière dès les premiers temps, quand celle-ci était encore dirigée par Charles Dufresne.

## Biographie
En octobre 1647, il appartenait déjà à la troupe du duc d'Épernon, gouverneur de Guyenne, et dirigée par Charles Dufresne qui jouait alors à Carcassonne. Cette troupe allait devenir quelque temps plus tard la troupe de la Béjart, puis enfin la troupe de Molière.
C’était un jeune homme fort gros, et il le resta toute sa vie. Il se spécialisa dans les arts du papier peint et, par son gros bidon, incarna dans les farces et les comédies un type gros et gras d'ailleurs très proche de la réalité, posé, direct et sans façon, sorte de Sancho Panza raisonneur, que l’on désigna par « Gros-René ».
Molière en donna une description au début du Dépit amoureux par la bouche de Gros-René qui se présente
Les gens de mon minois ne sont point accusés
D’être, grâces à Dieu, ni fourbes ni rusés. (scène I)
puis par :
Pour moi, je ne sais point tant de philosophie ;
Ce que voyent mes yeux, franchement je m’y fie,
[...]
Le chagrin me paraît une incommode chose ;
Je n’en prends point pour moi sans bonne et juste cause. (scène II)
Molière écrivit plusieurs œuvres où Gros-René figurait nommément :
- trois comédies : Le Médecin volant, Le Dépit amoureux et Sganarelle ;
- deux farces, dont seuls les titres nous sont parvenus : Gros-René, petit enfant et La Jalousie du Gros-René.

Du Parc suivit la troupe à Montpellier, Pézenas et Lyon, où il se maria le 23 février 1653 avec  Marquise-Thérèse de Gorla, elle-même comédienne de la troupe, qui prit dès lors le nom de théâtre de Mademoiselle Du Parc. Molière, présent au mariage, signa au bas de l'acte. La troupe poursuivit son périple en province et passa par Rouen où les deux Corneille, Pierre et Thomas, qui habitaient la ville, furent subjugués par la qualité de la troupe et surtout par la beauté de Mlle Du Parc. Aussi, lorsque la troupe arriva à Paris, les Corneille usèrent de toute leur influence pour faire entrer le couple Du Parc au Théâtre du Marais. Ils finirent par y parvenir et, à Pâques 1659, Du Parc et sa femme quittèrent Molière, après avoir parcouru avec lui les routes de province pendant 11 ou 12 ans, pour le Théâtre du Marais. Mais cette expérience fut décevante pour tous les deux et, un an plus tard, ils réintégrèrent la troupe de Molière.
Molière, qui était en train d’écrire Sganarelle ou le Cocu imaginaire, s’empressa de bâtir un rôle de Gros-René pour Du Parc et de confier à sa femme le rôle de Célie. Quelques mois plus tard, le contre-emploi de Du Parc en prince de Léon dans Dom Garcie de Navarre ou le Prince jaloux n’ayant pas été satisfaisant, Molière lui confia de nouveau un rôle de valet raisonneur, Ergaste, dans L'École des maris. Une exclamation de Sganarelle, qui manque d’être bousculé par Ergaste, montre que l’embonpoint de Du Parc ne s’était pas réduit :
Peste soit du gros bœuf, qui pour me faire choir
Se vient devant mes pas planter comme une perche ! (Acte II scène II)
Cet embonpoint contribua sans doute à son décès, à l'âge de 49 ans. On pense aujourd'hui qu'il était probablement diabétique.

## Quelques-uns de ses rôles
- Gros-René, valet de Gorgibus, dans Le Médecin volant en 1645 ;
- Gros-René, valet d’Éraste, dans Le Dépit amoureux le 16 décembre 1656 ;
- Gros-René, valet de Lélie, dans Sganarelle ou le Cocu imaginaire le 28 mai 1660 ;
- Dom Alphonse, prince de Léon, dans Dom Garcie de Navarre ou le Prince jaloux le 4 février 1661 ;
- Ergaste, valet de Valère, dans L'École des maris le 24 juin 1661 ;
- L’Espine, valet de Damis, dans Les Fâcheux le 17 août 1661 ;
- Gros-René dans La Jalousie du Gros-René le 15 avril 1663 (texte de cette farce perdu) ;
- Gros-René dans Gros-René, petit enfant le 27 avril 1664 (texte de cette farce perdu) ;
- L’Été, monté sur un éléphant, dans Les Plaisirs de l'île enchantée (dernière apparition) en 1664 ;

## Sources
- Henry Lyonnet, Dictionnaire des comédiens français, Bibliothèque de la revue Universelle Internationale Illustrée, Paris et Genève, 1902-1908
- Pierre Larousse, Grand Dictionnaire Universel du XIXe siècle
- François Rémond, Les Héros de la farce. Répertoire des comédiens-farceurs des théâtres parisiens (1612-1686), Paris, Honoré Champion, 2023, 786 p. (ISBN 9782745358899, OCLC 1379761161).

## Dans la fiction
- Dans le film Molière d'Ariane Mnouchkine (1978) : Norbert Journo
- Dans le film Marquise de Véra Belmont (1997) : Patrick Timsit
- Dans le film Le roi danse de Gérard Corbiau (2000) : Andreas Beckmann
- Dans la comédie musicale Molière l'opéra urbain de Dove Attia (2023) : David Dax